# Saint-Aquilin-de-Pacy
Saint-Aquilin-de-Pacy ist eine Ortschaft und eine ehemalige französische Gemeinde mit 496 Einwohnern (Stand: 1. Januar 2022) im Département Eure in der Region Normandie. Sie gehörte zum Arrondissement Évreux und zum Kanton Pacy-sur-Eure.
Mit Wirkung vom 1. Januar 2017 wurden die bis dahin selbstständigen Gemeinden Saint-Aquilin-de-Pacy und Pacy-sur-Eure zur namensgleichen Commune nouvelle Pacy-sur-Eure zusammengeschlossen. Die früheren Gemeinden besitzen in der neuen Gemeinde den Status einer Commune déléguée. Der Verwaltungssitz befindet sich im Ort Pacy-sur-Eure.

## Lage
Nachbarorte von Saint-Aquilin-de-Pacy sind Croisy-sur-Eure im Norden, Pacy-sur-Eure im Osten, Fains im Südosten, Le Plessis-Hébert im Süden und Caillouet-Orgeville im Westen.

## Bevölkerungsentwicklung
| Jahr      | 1962 | 1968 | 1975 | 1982 | 1990 | 1999 | 2008 | 2015 |
| --------- | ---- | ---- | ---- | ---- | ---- | ---- | ---- | ---- |
| Einwohner | 434  | 454  | 466  | 444  | 439  | 529  | 557  | 561  |

## Sehenswürdigkeiten
- Schloss Buisson-de-Mai, erbaut im 18. Jahrhundert durch den Architekten Jacques-Denis Antoine, seit 1994 als Monument historique ausgewiesen

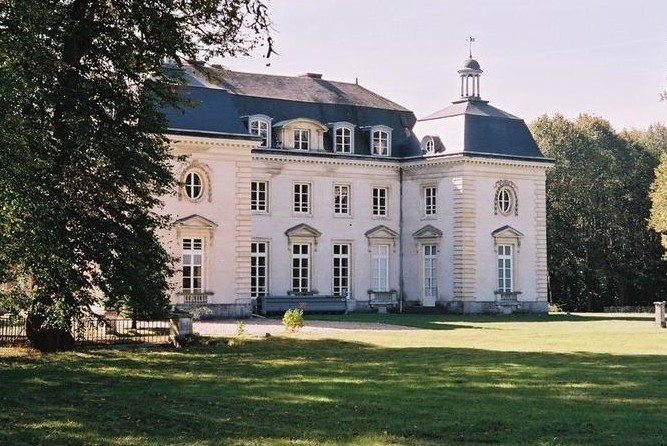
Schloss Buisson-de-Mai